# Roland Seitz
Roland Seitz (ur. 1 października 1964 w Neumarkt in der Oberpfalz) – niemiecki trener piłkarski.

## Kariera piłkarska
Roland Seitz jest wychowankiem klubu ASV Neumarkt ze swojej rodzinnej miejscowości.
| Statystyka występów   | Statystyka występów | Statystyka występów |
| Liga                  | Mecze               | Gole                |
| --------------------- | ------------------- | ------------------- |
| 1. Bundesliga         | 1                   | 0                   |
| 2. Fußball-Bundesliga | 18                  | 3                   |
| Regionalliga          | 22                  | 8                   |
| Bayernliga            | 241                 | 87                  |
| Landesliga            | 70                  | 70                  |
| Bezirksoberliga       | 30                  | 26                  |
| Bezirksliga           | 58                  | 40                  |

## Kariera trenerska
W styczniu 2008 zastąpił na stanowisku trenera Erzgebirge Aue Gerda Schädlicha. Został zwolniony po spadku tego zespołu do 3. Bundesligi. W czerwcu przyjął ofertę SSV Reutlingen. Od 2010 do 2014 ponownie pracował w Eintrachcie Trewir.